# Верхоріченська сільська рада
Верхорі́ченська сільська́ ра́да — адміністративно-територіальна одиниця та орган місцевого самоврядування в Бахчисарайському районі Автономної Республіки Крим. Адміністративний центр — село Верхоріччя.

## Загальні відомості
- Населення ради: 2 835 осіб (станом на 2001 рік)

## Населені пункти
Сільській раді були підпорядковані населені пункти:
- с. Верхоріччя
- c. Баштанівка
- с. Кудрине
- с. Машине
- с. Передущельне
- с. Синапне

## Населення
Мовний склад населення сільради за даними перепису 2001 року був таким:
| Мова              | Число ос. | Відсоток |
| ----------------- | --------- | -------- |
| українська        | 67        | 2,36     |
| російська         | 2294      | 80,92    |
| кримськотатарська | 443       | 15,63    |
| білоруська        | 3         | 0,11     |
| угорська          | 1         | 0,04     |
| молдавська        | 1         | 0,04     |
| болгарська        | 1         | 0,04     |
| їдиш              | 1         | 0,04     |

## Склад ради
Рада складалася з 16 депутатів та голови.
- Голова ради: Акішева Валентина Вікторівна

### Керівний склад попередніх скликань
| Прізвище, ім'я, по батькові  | Основні відомості                                                 | Дата обрання | Дата звільнення |
| ---------------------------- | ----------------------------------------------------------------- | ------------ | --------------- |
| Акишева Валентина Вікторівна | Сільський голова, 1964 року народження, позапартійна              | 26.03.2006   | 31.10.2010      |
| Акішева Валентина Вікторівна | Сільський голова, 1964 року народження, освіта вища, позапартійна | 31.10.2010   |                 |

Примітка: таблиця складена за даними сайту Верховної Ради України

### Депутати
За результатами місцевих виборів 2010 року депутатами ради стали:

#### За суб'єктами висування
| Суб'єкт висування           | Кількість обраних депутатів | %    |
| --------------------------- | --------------------------- | ---- |
| Самовисування               | 8                           | 50   |
| Партія регіонів             | 5                           | 31,3 |
| Комуністична партія України | 2                           | 12,5 |
| Українська Народна Партія   | 1                           | 6,3  |

#### За округами
| № округу                    | Прізвище, ім'я, по батькові     | Дата визнання обраним | Освіта  | Партійна приналежність           | Відомості про обраного депутата                               |
| --------------------------- | ------------------------------- | --------------------- | ------- | -------------------------------- | ------------------------------------------------------------- |
| Комуністична партія України |                                 |                       |         |                                  |                                                               |
| 14                          | Лісковець Віра Захарівна        | 02.11.2010            | середня | позапартійна                     | Верхоріченська рада, секретар                                 |
| 15                          | Чекмарева Ольга Михайлівна      | 02.11.2010            | вища    | позапартійна                     | пенсіонер                                                     |
| Партія регіонів             |                                 |                       |         |                                  |                                                               |
| 7                           | Гумарова Марина Юіївна          | 02.11.2010            | середня | член Партії регіонів             | військова частина А1010, стрілець                             |
| 8                           | Гончарова Валентина Миколаївна  | 02.11.2010            | вища    | член Партії регіонів             | фельдшерсько-акушерський пункт, с. Верхоріччя, медична сестра |
| 9                           | Лещеня Любов Федорівна          | 02.11.2010            | вища    | член Партії регіонів             | дошкільно-навчальний заклад с. Верхоріччя, вихователь         |
| 10                          | Нічаєв Андрій Леонтійович       | 02.11.2010            | середня | член Партії регіонів             | водоканал, м. Ялта, столяр                                    |
| 16                          | Кірєєнкова Ольга Станіславівна  | 03.11.2010            | середня | член Партії регіонів             | Військова частина А 1010, стрілець                            |
| Українська Народна Партія   |                                 |                       |         |                                  |                                                               |
| 1                           | Велієва Наджиє Шевкіївна        | 02.11.2010            | вища    | член Української Народної Партії | «ФОЗЗІ-ФУД», Севастополь, пекар                               |
| Самовисування               |                                 |                       |         |                                  |                                                               |
| 2                           | Красногорова Оксана Анатоліївна | 02.11.2010            | вища    | член Партії регіонів             | БИКЗ, Бахчисарай, екскурсовод                                 |
| 3                           | Шабаліна Світлана Анатоліївна   | 02.11.2010            | середня | позапартійна                     | Верхоріченська рада, с. Передущельне, зав. клубом             |
| 4                           | Алпатова Валентина Миколаївна   | 02.11.2010            | середня | член Партії регіонів             | пенсіонер                                                     |
| 5                           | Апкелямов Наріман Сабрійович    | 02.11.2010            | середня | позапартійний                    | тимчасово не працює                                           |
| 6                           | Сімонова Тамара Георгіївна      | 02.11.2010            | середня | позапартійна                     | пенсіонер                                                     |
| 11                          | Іванець Василь Васильович       | 02.11.2010            | вища    | позапартійний                    | КРП ВПВХ ЮБК, озеленювач                                      |
| 12                          | Клюкіна Олена Іванівна          | 02.11.2010            | вища    | позапартійна                     | Верхоріченська рада, землевпорядник                           |
| 13                          | Назаренко Ігор Іванович         | 02.11.2010            | вища    | позапартійний                    | лісове господарство ГПІХ с. Верхоріччя, майстер               |